# Tork Maḩalleh
Tork Maḩalleh (persiska: ترك محله, Tork Maḩalleh-ye Ālālān) är en ort i Iran.   Den ligger i provinsen Gilan, i den nordvästra delen av landet, 300 km nordväst om huvudstaden Teheran. Antalet invånare är 194.
Terrängen runt Tork Maḩalleh är platt åt nordost, men åt sydväst är den kuperad.  Närmaste större samhälle är Hashtpar, 11,6 km nordväst om Tork Maḩalleh. I omgivningarna runt Tork Maḩalleh växer i huvudsak blandskog.